# Melospiza georgiana
El chingolo pantanero o gorrión pantanero (Melospiza georgiana) es una especie de ave paseriforme migratoria de la familia Passerellidae propia del este de América del Norte.
Mide entre 12,5 y 14 cm. Tanto la hembra como el macho son de color rojizo rayado de negro en las partes dorsales (espalda, alas y cola), y de color gris en las ventrales (pecho, vientre y plumas coberteras inferiores de la cola), sin rayas en el pecho, al contrario de las otras dos especies de Melospiza. La cabeza es gris, con una raya ocular oscura, un parche oscuro bien delimitado en las mejillas, una corona rojiza y garganta blanca. El patrón de la cabeza es característica diagnóstica. Resulta bastante parecido a Spizella passerina, S. pusilla, S. arborea y Aimophila ruficeps.
Habita en pantanos y también en marismas salobres de vegetación arbustiva densa. Se alimenta sobre todo de semillas y pequeños insectos, buscando alimento en el piso, en el lodo, entre la vegetación o en las aguas someras. El nido se construye unido a la vegetación.
El canto del macho es similar al del gorrión coronirrufo cejiblanco (Spizella passerina), pero más lento y fuerte. Su llamado es un chink fuerte.
Su área de distribución comprende desde el centro de Canadá hasta Terranova, y el este de los Estados Unidos. En invierno migra a la costa del Golfo de México, en el sureste de Estados Unidos. Hay también algunos registros accidentales en invierno en Turcas y Caicos, Bahamas y el norte de México.